# Shaun de Jager
Shaun de Jager (* 28. Juni 1991 in Pretoria) ist ein ehemaliger südafrikanischer Sprinter, der sich auf den 400-Meter-Lauf spezialisiert hat.

## Sportliche Laufbahn
Erste Erfahrungen bei internationalen Meisterschaften sammelte Shaun de Jager im Jahr 2009, als er bei den Juniorenafrikameisterschaften in Bambous in 49,51 s den achten Platz über 400 Meter belegte und mit der südafrikanischen 4-mal-400-Meter-Staffel in 3:13,95 min die Silbermedaille gewann. Im Jahr darauf schied er bei den Juniorenweltmeisterschaften im kanadischen Moncton mit 47,47 s im Halbfinale über 400 Meter aus und verpasste mit der Staffel mit 3:12,58 min den Finaleinzug. 2012 nahm er mit der Staffel an den Olympischen Sommerspielen in London teil und belegte dort in 3:03,46 min im Finale den siebten Platz. 2015 wurde er mit der Staffel bei der Sommer-Universiade in Gwangju im Finale disqualifiziert und im Jahr darauf gewann er bei den Afrikameisterschaften in Durban in 3:04,73 min gemeinsam mit Jon Seeliger, Ofentse Mogawane und L. J. van Zyl die Bronzemedaille hinter den Teams aus Botswana und Kenia. Zudem wurde er dort über 400 Meter im Semifinale disqualifiziert. Bereits im März schied er mit der Staffel bei den Hallenweltmeisterschaften in Portland mit 3:08,45 min in der Vorrunde aus. 2017 beendete er dann seine aktive sportliche Karriere im Alter von 26 Jahren.

## Persönliche Bestzeiten
- 200 Meter: 21,16 s (+0,8 m/s), 12. März 2016 in Stellenbosch
- 400 Meter: 45,66 s, 25. April 2014 in Pretoria